# Крістешть (Ясси)
Крістешть, Крістешті (рум. Cristești) — село у повіті Ясси в Румунії. Входить до складу комуни Крістешть.
Село розташоване на відстані 315 км на північ від Бухареста, 77 км на захід від Ясс.

## Населення
За даними перепису населення 2002 року у селі проживала 3821 особа.
Національний склад населення села:
| Національність | Кількість осіб | Відсоток |
| -------------- | -------------- | -------- |
| румуни         | 3802           | 99,5%    |
| цигани         | 18             | 0,5%     |

Рідною мовою назвали:
| Мова      | Кількість осіб | Відсоток |
| --------- | -------------- | -------- |
| румунська | 3815           | 99,8%    |
| циганська | 6              | 0,2%     |